# سیارک ۱۰۲۳۷
سیارک ۱۰۲۳۷ (به انگلیسی: 10237 Adzic، نامگذاری:1998SJ119) ده هزار و دویست و سی و هفتمین سیارک کشف شده‌است که در ۲۶ سپتامبر ۱۹۹۸ کشف شد.
قدر مطلق سیارک برابر ۱۳٫۵ است.